# Tlusté střevo
Tlusté střevo (latinsky: intestinum crassum) je konečný úsek trávicí trubice, kde probíhá konečné zahušťování a vyměšování potravy z těla. V tlustém střevě se vstřebávají zbylé vitamíny a minerály a také voda. Nestravitelné zbytky jsou zahušťovány, vzniklé výkaly odchází konečníkem z těla ven. Na procesu tvorby stolice se významně podílí zde usídlené symbiotické bakterie pomáhající kvašením nestravitelné celulózy a hnitím bílkovin (tzv. střevní mikroflóra). Z čehož vznikají mrtvolné jedy a alkoholy i fenoly.

## Tlusté střevo u člověka
Tlusté střevo člověka je dlouhé 1,5 metru a má průměr 5–7 cm. Určit délku je však složité, protože délka je závislá na aktuálním tonu tračníků, který se mění v čase. Po smrti tonus klesá a tlusté střevo se tudíž prodlužuje.
Na počátku tlustého střeva do něj ústí kyčelník tenkého střeva. Tenké střevo ale neústí přímo na začátek tlustého střeva, ale o několik centimetrů výše. Oddíl tlustého střeva níže od ostium oleocaecale (vyústění kyčelníku do slepého střeva) se označuje jako slepé střevo, z nějž vybíhá červovitý výběžek slepého střeva (apendix). Slouží jako imunitní orgán: obsahuje tak velké nakupení lymfatických uzlíků, že ho někteří autoři přezdívají tonsila abdominalis (břišní mandle). Přesto jeho přítomnost není u člověka zásadní: k chirurgickému odstranění (apendektomie) dochází relativně často při jeho zánětu (tzv. apendicitida) a jeho nepřítomnost nezanechává závažné důsledky.
Slepé střevo je u člověka (a šelem) rudimentární orgán. U býložravců, zvláště pak u koně, se ale významně podílí na trávení celulózy.
Tlusté střevo má kromě slepého střeva ještě další dvě části – tračník a konečník, které na sebe plynule přecházejí. V tračníku dochází ke vstřebávání vody a solí a k tvorbě stolice, v konečníku se vzniklé výkaly hromadí. Na konečník navazuje krátký řitní kanál, který ústí řitním otvorem na povrch těla.
Sliznice tlustého střeva netvoří řasy ani klky, naopak obsahuje velké množství pohárkových buněk, které vylučují hlen. Do tlustého střeva se nevylučují žádné trávicí enzymy.

### Části tlustého střeva
Rozlišujeme následující oddíly tlustého střeva :
1. slepé střevo (intestinum caecum) – nejširší část, uložena v pravé jámě kyčelní a ileocaekálním vyústěním na levém boku slepého střeva, červovitý výběžek (appendix vermiformis) – připojen na slepě zakončený dolní konec céka
2. tračník (colon) – hlavní část tlustého střeva, která obsahuje :
  1. tračník vzestupný (colon ascendens) – od slepého střeva po pravé straně vzhůru pod játra
  2. tračník příčný (colon transversum) – zprava nalevo pod játry a žaludkem ke slezině
  3. tračník sestupný (colon descendens) – po levé straně dutiny břišní od sleziny do levé jámy kyčelní
  4. esovitá klička (colon sigmoideum) – od konce colon descendens do středu malé pánve
3. konečník (rectum) – poslední úsek střeva v malé pánvi, navenek vyúsťuje řitním otvorem (anus)

### Stavba stěny tlustého střeva
Stěna tlustého střeva je poměrně tenká, protože svalovina je redukovaná.
Stěnu tlustého střeva tvoří čtyři části:
- Sliznice tlustého střeva
  - bledá, nenese klky
  - kryta jednovrstevným cylindrickým epitelem
  - četné žlázy, dlouhé Lieberkühnovy krypty
  - slizniční vazivo – obsahuje folliculi lymphatici solitarii – nejvíce ve slepém střevu, nahromadění lymfatické tkáně v appendixu
  - lamina muscularis mucosae – dobře vytvořena, podílné i cirkulární snopce
- Podslizniční vazivo
  - řídké, obsahuje cévní a nervovou pleteň
  - zasahují do něho shluky lymfocytů (uzlíky) ze sliznice
- Svalovina tlustého střeva
  - vnitřní cirkulární, zevní longitudinální vrstva (tenká, v taeniích zahuštěná)
  - sfinktery – místní nahromadění cirkulárních snopců
- Seróza tlustého střeva
  - peritoneální povlak, navíc vytváří appendices epiploicae